# Шкабардня, Михаил Сергеевич
Михаи́л Серге́евич Шкабардня́ (18 июля 1930, Тифлисская, Северо-Кавказский край — 28 января 2025, Московский, Новомосковский административный округ) — советский государственный и партийный деятель, министр приборостроения, средств автоматизации и систем управления СССР (1980—1989), управляющий делами Совета Министров СССР (1989—1991), депутат Верховного Совета СССР 10—11-го созывов (1979—1989). Герой Социалистического Труда (1990), лауреат Государственной премии СССР (1976).
Член ЦК КПСС (1986—1990), кандидат в члены ЦК КПСС (1981—1986).

## Биография
Родился 18 июля 1930 года в казачьей станице Тифлисская (ныне — Тбилисская). В 1949 году поступил в Новочеркасский политехнический институт, который окончил в 1954 году. По распределению попал на Краснодарский завод электроизмерительных приборов, где и начал карьеру. Возглавил Минприбор СССР после смерти предыдущего министра Константина Руднева, у которого Шкабардня был заместителем.
В августе 1980 года Руднев неожиданно заболел и скоропостижно скончался. Нужно было быстро решать вопрос об его преемнике. Я у него был заместителем, но проработал меньше года и, естественно, ни на что не рассчитывалМихаил Шкабардня

### Этапы биографии
- 1954—1968 — инженер, начальник технологического бюро цеха, начальник технологической лаборатории завода, начальник электроизмерительной лаборатории завода, заместитель начальника цеха, начальник специализированного конструкторского бюро завода, главный инженер Краснодарского завода электроизмерительных приборов
- 1968—1971 — главный инженер — заместитель начальника Главного управления по производству электроизмерительных приборов и средств телемеханики Министерства приборостроения, средств автоматизации и систем управления СССР. В 1970 году защитил кандидатскую диссертацию «Исследование и разработка перьевых быстродействующих самопишущих приборов расширенного частотного диапазона».
- 1971—1974 — главный инженер-заместитель начальника, начальник «Союзэлектроприбор» Минприбора СССР
- 1974—1976 — начальник Технического управления Минприбора СССР
- 1976—1979 — начальник Научно-технического управления Минприбора СССР
- 1979—1980 — заместитель министра приборостроения, средств автоматизации и систем управления СССР
- 1980—1989 — министр приборостроения, средств автоматизации и систем управления СССР. Доктор технических наук (1980, диссертация «Теория и принципы построения быстродействующих самопишущих приборов»), профессор (1986).
- 1982—1987 — заведующий кафедрой АСУТП МЭИ[2]
- 1989—1991 — управляющий делами Совета Министров СССР

С 1991 года на пенсии. Член Союза писателей России.
Скончался вечером 28 января 2025 года в возрасте 94 лет в своём доме в поселении Московский. Похоронен на Троекуровском кладбище (участок 14).

## Награды
- Государственная премия СССР (1976);
- Герой Социалистического Труда (30 декабря 1990);
- Орден Ленина (30 декабря 1990);
- орден «За заслуги перед Отечеством» IV степени (28 июня 2001) — за заслуги в научной деятельности и подготовку высококвалифицированных специалистов[7];
- Почётная грамота Правительства Российской Федерации (18 июля 2005) — за многолетнюю плодотворную государственную деятельность и в связи с 75-летием со дня рождения[8];
- орден Почёта (29 января 2016) — за большой вклад в развитие науки, образования, подготовку квалифицированных специалистов и многолетнюю плодотворную деятельность[9];
- Орден Октябрьской Революции;
- Орден Трудового Красного Знамени;
- Орден Ленина.